# Yoigitang
Yoigitan (Chinees: Yuegaitan Zhen) is een stad in de provincie Qinghai in China. Het is de hoofdstad van het arrondissement Chumar Leb in de Tibetaanse autonome prefectuur Yushu.